# Oksymioglobina
Oksymioglobina – utlenowana postać mioglobiny.
Mioglobina jest białkiem służącym do magazynowania tlenu w tkance mięśniowej. Ma ciemnoczerwoną (purpurową) barwę. Po przyłączeniu cząsteczki tlenu, zmienia się jej konformacja i barwa. Mioglobina z przyłączoną cząsteczką tlenu określana jest jako oksymioglobina i zmienia barwę na jasnoczerwoną (wiśniową). Jest to zjawisko odwracalne. Gdy ciśnienie cząstkowe tlenu w otoczeniu spada, jego cząsteczka odłącza się od cząsteczki oksymioglobiny. W żywych mięśniach mechanizm ten pozwala na przechowywanie tlenu i uwalnianie jego rezerw podczas anoksemii. W przetwórstwie mięsa ma to znaczenie estetyczne. Mięso tuż po uboju zawiera głównie nienatlenioną mioglobinę i ma ciemnoczerwoną barwę. Podczas rozbioru i cięcia mięsa, wnika do niego tlen atmosferyczny i łącząc się mioglobiną, przekształca ją w oksymioglobinę. Dlatego mięso w pierwszych etapach obróbki ma jasnoczerwony kolor kojarzony ze świeżością.
Łączenie tlenu z mioglobiną jest jej utlenowaniem, a nie utlenieniem, gdyż zarówno mioglobina, jak i oksymioglobina zawierają atom żelaza na stopniu utlenienia +2. Utlenienie Fe2+ do Fe3+ powoduje trudne do odwrócenia przekształcenie mioglobiny w metmioglobinę.